# ۴-هیدروکسی فنیل پیروویک اسید
۴-هیدروکسی فنیل پیروویک اسید (به انگلیسی: 4-Hydroxyphenylpyruvic acid) یک کتواسید با فرمول شیمیایی C9H8O4 ترکیب شیمیایی با شناسه پاب‌کم 11428 است. که جرم مولی آن ۱۸۰٫۱۵۷ گرم بر مول می‌باشد. 